# Puerta del Carmen
Puerta del Carmen este un monument care se află în orașul spaniol Zaragoza. 
Puerta del Carmen a fost construită în anul 1789, în stil neoclasic, după planurile arhitectului Agustín Sanz și a fost inaugurată în anul 1792. La acel moment, era una dintre cele 12 porți de intrare în orașul Zaragoza (dintre care patru romane și opt medievale) aflându-se astăzi izolată pe bulevardul Paseo María Agustín din Zaragoza. 
Poarta are structura unui arc de triumf roman cu un arc central și două laterale mai mici. Deși nu are o mare importanță arhitectonică, poarta are o valoare istorică datorită faptului că a fost martoră a principalelor evenimente prin care a trecut orașul. În timpul Războiului siturilor din Zaragoza (1808-1809), poarta a avut rolul de bastion al rezistenței aragoneze având și în prezent urme ale proiectilelor pe structura sa. De asemenea, a fost poarta prin care a intrat în oraș armata spaniolă în anul 1838 în timpul primului război civil carlist. 
Ca o dată anecdotică, în dimineața zilei de 23 februarie 1997 un autobuz a intrat direct în monument cauzând mai multe avarii și punând în pericol stabilitatea sa. Poarta a fost restaurată ulterior și, în rondoul unde se află au fost amplasați niște parapeți de protecție pentru a evita viitoare accidente. 
Puerta del Carmen a primit titlul de monument național cu ocazia Expoziției hispano-franceze din anul 1908 și este monument de interes cultural.

## Legături externe
- Date despre Puerta del Carmen Arhivat în 17 mai 2007, la Wayback Machine.
- Rolul jucat de Puerta del Carmen în Războiul siturilor Arhivat în 28 ianuarie 2008, la Wayback Machine.
- Fotografii vechi ale orașului Zaragoza și ale Puerta del Carmen Arhivat în 29 ianuarie 2007, la Wayback Machine.